# Holzmannbach
Der Holzmannbach ist ein rund 2,8 Kilometer langer, rechter Nebenfluss des Oswaldgrabenbachs in der Steiermark.

## Verlauf
Der Holzmannbach entsteht im westlichen Teil der Gemeinde Kainach bei Voitsberg, im westlichen Teil der Katastralgemeinde Kainach, südwestlich der Ortschaft Breitenbach, nordwestlich des Hofes Wascher und südöstlich des Gasthauses Eckwirt. Er fließt in einem flachen und unregelmäßigen Linksbogen insgesamt nach Nordosten. Im Norden der Katastralgemeinde Kainach, an der Grenze zur Katastralgemeinde Oswaldgraben mündet er östlich des Hofes Rainer und westlich des Hofes Stübler in den Oswaldgrabenbach, der kurz danach nach links abbiegt.
Auf seinem Lauf nimmt der Holzmannbach von links den Weidacherbach und von rechts den Janselibach sowie mehrere kleine und unbenannte Wasserläufe auf.
| Zuläufe und Bauwerke \| Holzmannbach (Oswaldgrabenbach) \| Holzmannbach (Oswaldgrabenbach) \| Holzmannbach (Oswaldgrabenbach) \| \| ------------------------------- \| ------------------------------- \| ------------------------------- \| \| Legende \| \| \| \| Kainach bei Voitsberg \| \| Kainach bei Voitsberg \| \| \| \| \| \| \| \| \| \| \| \| Weidacherbach \| \| Janselibach \| \| \| \| Oswaldgrabenbach \| \| \| |  |                       |
| Holzmannbach (Oswaldgrabenbach) |  |                       |
| Legende |  |                       |
| Kainach bei Voitsberg |  | Kainach bei Voitsberg |
| |  |                       |
| |  |                       |
| |  | Weidacherbach         |
| Janselibach |  |                       |
| Oswaldgrabenbach |  |                       |